# Amica Chips-Knauf/2009
Samenstelling van de Amica Chips-Knauf-wielerploeg in 2009:

## Algemeen
Sponsors: Amica Chips, Knauf Gips
Ploegleiders:=Guido Bontempi, Fabrizio Fabbri, Giuseppe Martinelli, Simone Mori
Fietsmerk: Colnago

## Renners
| Naam                 | Geboortedatum | Nationaliteit | Ploeg 2008                                             |
| -------------------- | ------------- | ------------- | ------------------------------------------------------ |
| Santo Anzà           | 17-11-1980    | Italië        | Diquigiovanni-Androni Giocattoli                       |
| Igor Astarloa        | 29-03-1976    | Spanje        | Team Milram                                            |
| Leonardo Bertagnolli | 08-01-1978    | Italië        | Liquigas per 9 mei naar: Serramenti PVC Diquigiovanni  |
| Grega Bole           | 13-08-1985    | Slovenië      | Adria Mobil                                            |
| Simone Cadamuro      | 28-06-1976    | Italië        | Nippo-Endeka                                           |
| Simon Clarke         | 18-07-1986    | Australië     | SouthAustralia.com-AIS                                 |
| Giuseppe De Maria    | 30-08-1984    | Italië        | Neo                                                    |
| Fausto Fognini       |               | Italië        | Neo                                                    |
| Vincenzo Garofalo    | 05-08-1982    | Italië        | Nippo-Endeka                                           |
| Edoardo Girardi      |               | Italië        | Neo                                                    |
| Michał Gołaś         | 29-04-1984    | Polen         | Cycle Collstrop                                        |
| Rafael Infantino     | 28-08-1984    | Colombia      | Neo                                                    |
| Robert Kiserlovski   | 09-08-1986    | Kroatië       | Adria Mobil (tot 10 juni) naar Fuji-Servetto           |
| Andrej Koenitski     | 02-07-1984    | Wit-Rusland   | Acqua e Sapone (tot 31 mei) naar Quick Step            |
| Matija Kvasina       | 04-12-1981    | Kroatië       | Perutnina Ptuj                                         |
| Takashi Miyazawa     | 27-02-1978    | Japan         | Meitan Hompo - GDR                                     |
| Eddy Ratti           | 04-04-1977    | Italië        | Nippo-Endeka                                           |
| Francesco Rivera     |               | Italië        | Neo                                                    |
| Branislaw Samojlaw   | 25-05-1985    | Wit-Rusland   | Acqua e Sapone (tot 31 mei) per 4 juni naar Quick Step |
| Mirko Selvaggi       | 02-11-1985    | Italië        | Cycle Collstrop                                        |
| Paolo Tomaselli      | 11-09-1983    | Italië        | neo                                                    |

## Belangrijke overwinningen
| GP Nobili Rubinetterie Grega Bole Ronde van Asturië 3e etappe: Grega Bole |